# دير ورق (المفرق)
دير ورق منطقة سكنية تقع في لواء قصبة المفرق، محافظة المفرق في الأردن. تنتمي المنطقة لقضاء المنشية الذي يضم 3 مناطق. يقدر عدد سكانها بـ 372 نسمة حسب إحصاء 2015.

## الوصلات الخارجية
- دائرة الاحصاءات العامة